# العلاقات الإيرانية البنمية
العلاقات الإيرانية البنمية هي العلاقات الثنائية التي تجمع بين إيران وبنما.

## مقارنة بين البلدين
هذه مقارنة عامة ومرجعية للدولتين:
| وجه المقارنة                                              | إيران                    | بنما                      |
| --------------------------------------------------------- | ------------------------ | ------------------------- |
| المساحة (كم2)                                             | 1.65 مليون               | 74.18 ألف                 |
| عدد السكان (نسمة)                                         | 79.97 مليون              | 4.10 مليون                |
| الكثافة السكانية (ن./كم²)                                 | 48.47                    | 55.27                     |
| العاصمة                                                   | طهران                    | بنما                      |
| اللغة الرسمية                                             | لغة فارسية               | اللغة الإسبانية           |
| العملة                                                    | ريال إيراني              | بالبوا بنمي، دولار أمريكي |
| الناتج المحلي الإجمالي (بليون دولار)                      | 439.51 مليار             | 61.84 مليار               |
| الناتج المحلي الإجمالي (تعادل القوة الشرائية) بليون دولار | 1.36 تريليون             | 87.37 مليار               |
| الناتج المحلي الإجمالي الاسمي للفرد دولار أمريكي          |                          | 13.27 ألف                 |
| الناتج المحلي الإجمالي للفرد دولار أمريكي                 |                          | 20.89 ألف                 |
| مؤشر التنمية البشرية                                      | 0.766                    | 0.780                     |
| رمز المكالمات الدولي                                      | +98                      | +507                      |
| رمز الإنترنت                                              | .ir،                     | .pa                       |
| المنطقة الزمنية                                           | ت ع م+03:30، توقيت إيران | 00                        |

## منظمات دولية مشتركة
يشترك البلدان في عضوية مجموعة من المنظمات الدولية، منها:
| علم المنظمة | اسم المنظمة                        | تاريخ انضمام إيران | تاريخ انضمام بنما |
| ----------- | ---------------------------------- | ------------------ | ----------------- |
|             | يونسكو                             | 6 سبتمبر 1948      | 10 يناير 1950     |
|             | الفريق المعني برصد الأرض           | ?                  | ?                 |
|             | مؤسسة التمويل الدولية              | 28 ديسمبر 1956     | 20 يوليو 1956     |
|             | منظمة حظر الأسلحة الكيميائية       | ?                  | ?                 |
|             | مؤسسة التنمية الدولية              | 10 أكتوبر 1960     | 1 سبتمبر 1961     |
|             | وكالة ضمان الاستثمار متعدد الأطراف | 15 ديسمبر 2003     | 21 فبراير 1997    |
|             | الاتحاد البريدي العالمي            | ?                  | ?                 |
|             | منظمة الشرطة الجنائية الدولية      | ?                  | ?                 |
|             | الأمم المتحدة                      | 24 أكتوبر 1945     | 13 نوفمبر 1945    |
|             | البنك الدولي للإنشاء والتعمير      | 29 ديسمبر 1945     | 14 مارس 1946      |

## وصلات خارجية
- موقع وزارة الخارجية الإيرانية
- موقع وزارة الخارجية البنمية